# Kāf
Pour les articles homonymes, voir Kaf.
Kāf (en arabe كَاف, kāf, ou simplement ك) est une lettre de l’alphabet arabe. Elle est la 22e lettre de l’alphabet arabe.
Sa valeur numérique dans la numération abjad est 20.

## Variantes et lettres dérivées
En arabe, la lettre kāf peut avoir plusieurs formes, considérées comme des variantes stylistiques, des préférences régionales ou encore comme lettres distinctes.
Le kāf nu, en arabe ٱلْكَاف ٱلْمُعَرَّاه (al-kāf al-muʿarrāh), pour les formes isolées ou finales, ressemblant à un lām ‹ ل › généralement avec un petit kāf suscrit : ‹ ك ـك ›
Le kāf ouvert, en arabe ٱلْكَاف ٱلْمَشْكُولَه (al-kāf al-maškūlah) ou ٱلْكَاف ٱلْمَشْقُوقَه (al-kāf al-mašqūqah), pour les formes initiales et médianes : ‹ ‍كـ ـكـ ›.
La lettre additionnelle kāf ouvert est utilisée dans l’écriture de plusieurs langues, ses quatre formes ont une barre supérieure : ‹ ک کـ ـکـ ـک ›.
Le kāf écrasé, en arabe ٱلْكَاف ٱلْمَبْسُوطَه (al-kāf al-mabsūṭah) utilisé dans les styles calligraphiques muḥaqqaq, rayḥān ou naskh.
La lettre additionnelle kāf écrasé est utilisée dans l’écriture de plusieurs langues, ses quatre formes sont toutes des kāf écrasés : ‹ ڪ ڪـ ـڪـ ـڪ ›.

### Kāf ouvert
Le kāf ouvert ou keha, est la forme principalement utilisée dans l’écriture de plusieurs langues dont l’arabe dialectal, le kurde, l’od, l’ormuri, l’ourdou, le pachto, le persan, le phalura, le shina, le sindhi, ainsi que dans l’orthographe arabe standardisé pour le wolof, pulaar, soninké, mandinka, sérère, diola et balante de la Direction de la promotion des langues nationales au Sénégal.

#### Sindhi
En sindhi, le keha ‹ ک کـ ـکـ ـک › est utilisé pour représenter une consonne occlusive vélaire sourde aspirée /kʰ/ et est différenciée du kāf écrasé ‹ ڪ ڪـ ـڪـ ـڪ › représentant une consonne occlusive vélaire sourde (sans aspiration) /k/. Elle est translittérée avec kha ‹ ख › en sindhi écrit avec la devanagari.

### Turc ottoman

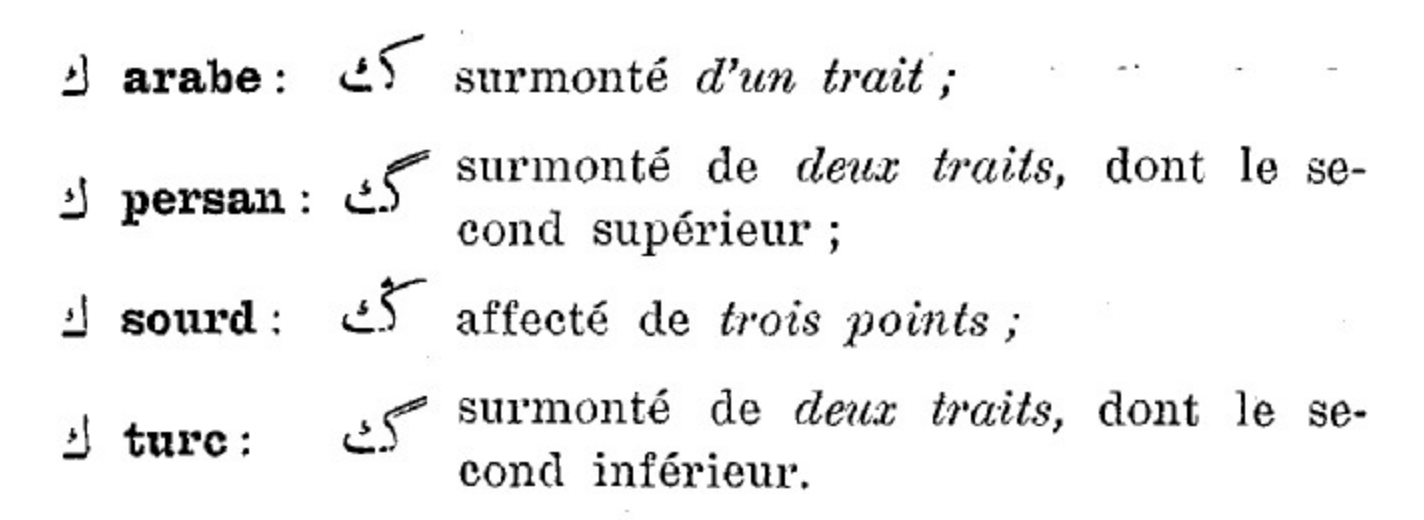
Quatre variantes de la lettre kāf parfois utilisées en turc ottoman pour différencier leurs prononciations, dans une grammaire du turque de 1907.

Le turc ottoman a utilisé la lettre kāf pour représenter quatre phonèmes différents. Ceux-ci étaient parfois transcrits avec des signes particuliers : ‹ ک › pou /k/, ‹ گ › pour /ɡ/, ‹ ڭ › pour /ŋ/ (/n/ en turc moderne) et ‹ ࢰ › pour /j/.